# بيركلي ياك
بيركلي ياك (Berkeley Yacc) هو إعادة تنفيذ لمولد التحليل ليونكس ياك، كتب في الأساس من قبل روبرت كوربيت في عام 1990. ولها مميزات بسبب كتابتها بـ أنسي سي وبرامج الملكية العامة.

## وصلات خارجية
- الصفحة الرئيسية لإصدار مشروع ANSI C
- 1993 الإصدار الأخير من بيركلي sha1 sum- 8e8138cdbc81365447c518c03830a59282b47a6e